# Шалфей дагестанский
Шалфей дагестанский (лат. Salvia daghestanica) — многолетнее растение, вид рода Шалфей (Salvia) семейства Яснотковые (Lamiaceae).

## Распространение и экология
Встречается в Предкавказье. Эндемик.
Растёт на сухих каменистых склонах в среднем и верхнем горных поясах.

## Ботаническое описание
Растение высотой 7—22 см.
Корневище разветвлённое, деревянистое.
Стебель прямой, простой, редко ветвистый.
Листья почти все прикорневые, продолговатые или продолговато-лопатчатые, узкие, длиной 2—10 см, шириной 0,4—1,5 см, тупые, к основанию постепенно суженные, переходящие в узко крылатый черешок, почти цельнокрайные, с обеих сторон снежно-беловойлочные; стеблевые в числе одной, реже двух пар, более узкие и мелкие, сидячие, с таким же опушением; прицветные — широкояйцевидные, ширина часто превосходит длину, тупые или коротко заострённые.
Соцветие простое, с 3—6 ложными 5—6-цветковыми мутовками; цветоножка длиной 2—3 мм; чашечка колокольчатая, длиной 6—7 мм; венчик синий, длиной 1,4—1,7 см, верхняя губа почти прямая, нижняя — с сердцевидной средней лопастью и продолговатыми или эллиптическими боковыми.
Орешки трёхгранные, шаровидные, длиной 2 мм, светло-бурые.

## Значение и применение
По наблюдениям в Кабардино-Балкарии поедается западнокавказским туром (Capra caucasica).

## Классификация

### Таксономия
Вид Шалфей дагестанский входит в род Шалфей (Salvia) подсемейства Котовниковые (Nepetoideae) семейства Яснотковые (Lamiaceae) порядка Ясноткоцветные (Lamiales).
|  |                                      |  |                                                             |                                                             |                      |  | ещё 21 семейство (согласно Системе APG II) | ещё 21 семейство (согласно Системе APG II)  |                                             |  |  |  | ещё 110—130 родов | ещё 110—130 родов       |  |  |
|  |                                      |  |                                                             |                                                             |                      |  | ещё 21 семейство (согласно Системе APG II) | ещё 21 семейство (согласно Системе APG II)  |                                             |  |  |  | ещё 110—130 родов | ещё 110—130 родов       |  |  |
|  |                                      |  |                                                             | порядок Ясноткоцветные                                      |                      |  |                                            |                                             | подсемейство Котовниковые                   |  |  |  |                   | вид Шалфей дагестанский |  |  |
|  |                                      |  |                                                             | порядок Ясноткоцветные                                      |                      |  |                                            |                                             | подсемейство Котовниковые                   |  |  |  |                   | вид Шалфей дагестанский |  |  |
|  | отдел Цветковые, или Покрытосеменные |  |                                                             |                                                             | семейство Яснотковые |  |                                            |                                             | род Шалфей                                  |  |  |  |                   |                         |  |  |
|  | отдел Цветковые, или Покрытосеменные |  |                                                             |                                                             |                      |  |                                            |                                             |                                             |  |  |  |                   |                         |  |  |
|  |                                      |  | ещё 44 порядка цветковых растений (согласно Системе APG II) | ещё 44 порядка цветковых растений (согласно Системе APG II) |                      |  |                                            | ещё 7 подсемейств (согласно Системе APG II) | ещё 7 подсемейств (согласно Системе APG II) |  |  |  | ещё 700—900 видов |                         |  |  |
|  |                                      |  |                                                             | ещё 44 порядка цветковых растений (согласно Системе APG II) |                      |  |                                            |                                             | ещё 7 подсемейств (согласно Системе APG II) |  |  |  |                   |                         |  |  |